# Vetlanda
Vetlanda és una localitat de Suècia al comtat de Jönköping. L'any 2010 tenia 13.050 habitants.
Va obtenir el títol de ciutat el 1920.